# 쀼

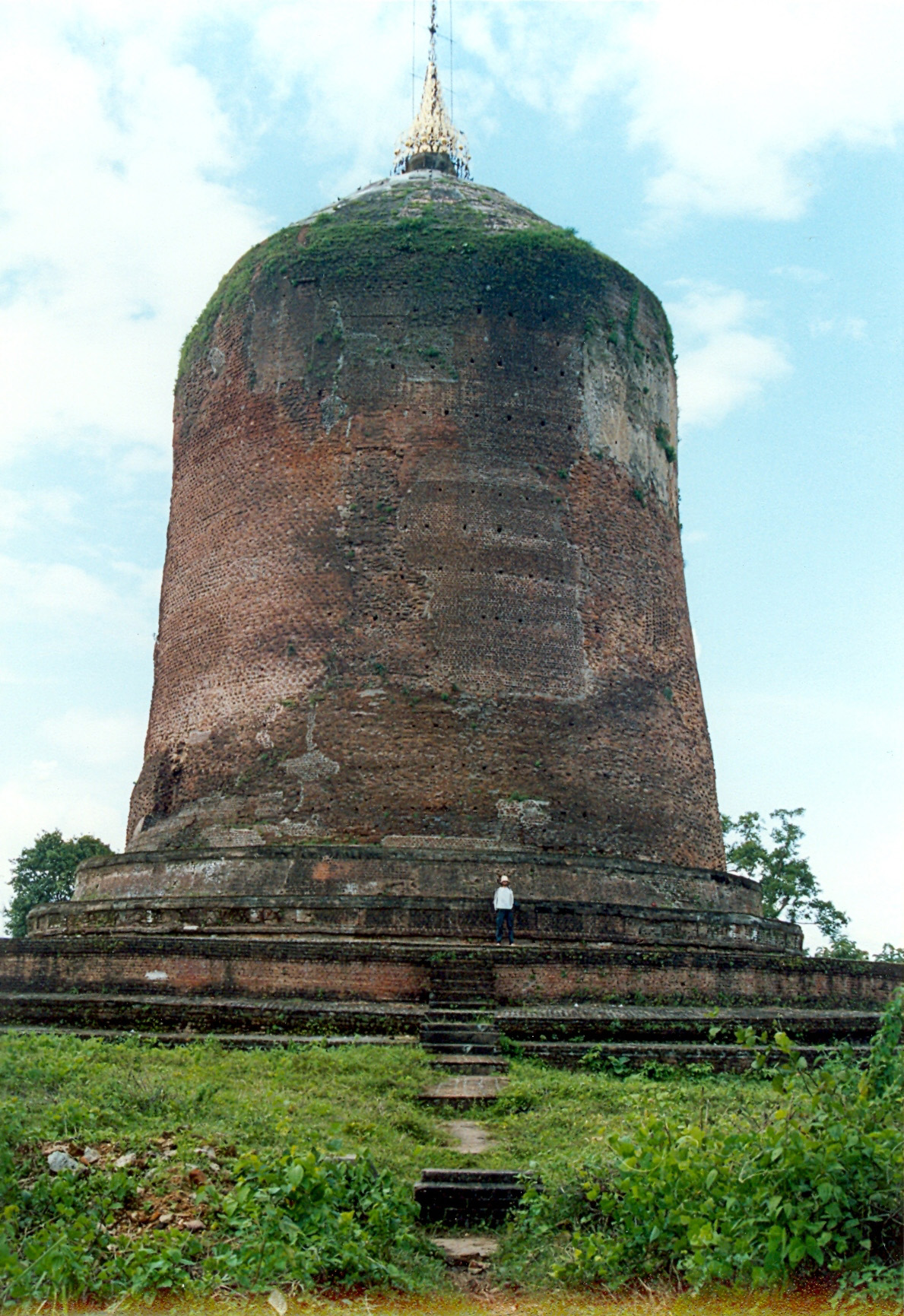

쀼(버마어: ပျူ, Pyu) 혹은 쀼 시국(버마어: ပျူမြို့ပြနိုင်ငံများ)은 7세기에서 9세기까지 있었던 도시국가들의 집합체이다. 티베트버마어계 언어를 사용하는 쀼라는 민족이 2세기경부터 9세기까지 이라와디강의 중류에 성읍국가들을 형성했다. 쀼는 중국 문헌에 표(驃/漂/剽)라고 기록되어 있으며, 힌두교와 불교를 믿었다.
9세기 중엽에 중국 윈난 지방에 있던 남조가 쳐들어와 멸망했다. 이후 버마족이 이라와디강과 친뒨강의 합류점 바간에 성읍을 세웠다. 쀼족 정착지는 상버마 지역에 남아있었으나 다음 3세기 동안 영역을 확장한 바간 왕국에 흡수되어 사라졌다. 이들의 쀼어는 약 12세기까지 남아있던 것으로 보인다.